# Шахнович Михайло
Миха́йло Шахно́вич (15 листопада 1888, Гусятин — 15 вересня 1964) — український галицький громадський діяч, адвокат; у 1930-их pp. — голова Комітету УНДО повіту Копичинці-Гусятин; під час Другої світової війни — голова Окружного Допомогового Комітету в Кам'янці Струмиловій. На еміграції у США.

## Життєпис
Народився в м-ку Гусятин (нині — Тернопільська обл.) у родині робітника-муляра.
Навчався в народній школі Гусятина, гімназіях Тернополя та Львова. Студіював право у Львівському університеті. Кандидат адвокатури у Копичинцях (1912—1914, 1918). Член УНДП. У роки ПСВ — молодший офіцер австрійської армії. Секретар українського віча в м. Копичинці наприкінці жовтня 1918. Учасник встановлення української влади в Гусятині та Копичинцях. Заступник, державний повітовий комісар ЗУНР у Гусятині. Службовець господарського відділу Гусятинського ревкому ГСРР (1920). Адвокат у Гусятині (1930—1936) та Буську (1936—1939). Діяч УНДО, голова повітового комітету пов. Копичинці–Гусятин. Голова філії Товариства «Просвіта» в Гусятині (1930—1936). У роки ДСВ — нотаріус у м. Белз (нині — Львівська обл.); голова Українського Допомогового Комітету у Камінці Струмиловій (нині — Кам'янка-Бузька Львівської обл.). 1944 емігрував до Німеччини, де перебував у спец. таборах для біженців. 1948 виїхав до США. Чл. Товариства правників-українців, Об'єднання прихильників УНР, кооперативу "Самопомічˮ.
Помер у м. Нью-Йорк. Похований на цвинтарі Св. Андрія м. Саут-Баунд-Брук (шт. Нью-Джерсі, США).
Твори
- [Шахнович М.] Листопадові дні 1918 р. в Копичинцях і повіті (На основі записів адв. Михайла Шахновича) // Історично-мемуарний збірник Чортківської округи. Повіти: Чортків, Копичинці, Борщів, Заліщики / Ред. колегія: Ольга Соневицька, Богдан Стефанович, д-р Роман Дражньовський. — Ню Йорк; Париж; Сідней; Торонто, 1974. (Український Архів. Т. XXVI). С. 292—294.
- [Шахнович М.] Під короткою владою Ревкому Затонського (На основі записів адв. Михайла Шахновича) // Історично-мемуарний збірник Чортківської округи. Повіти: Чортків, Копичинці, Борщів, Заліщики. С. 294—295.